# حادثة إطلاق النار في ثكنة بوشوشة 2015
حادثة إطلاق النار في ثكنة بوشوشة 2015 هو حادث إطلاق نار وقتل جماعي وقع في 25 مايو 2015 في ثكنة بوشوشة العسكرية في تونس العاصمة في تونس. أثناء تأدية الجنود لتحية العلم التونسي في باحة الثكنة، قام أحد الجنود في بوابة الثكنة بضرب زميله وأخذ سلاحه ودخل باحة العلم وأطلق النار على الجنود فقتل 7 وجرح 10 وأحدهم توفي متأثرا بجراحه فيما بعد ليكون قد قتل في المجمل 8 جنود وجرح 9 من الجيش الوطني التونسي، وأثناء ذلك قام أحد الجنود بالتصويب عليه وأرداه قتيلا، وبهذا إنتهت الحادثة.
قال الناطق باسم الجيش أن الجندي الذي أطلق النار كان يعاني من مشاكل نفسية، وأن الهجوم لم يكن إرهابيا. تأتي هذه الحادثة شهرين بعد هجوم متحف باردو 2015 الإرهابي.

## مقالات ذات صلة
- حادثة فورت هود 2009
- الجيش الوطني التونسي
- قائمة الحوادث الإرهابية، 2015

## روابط خارجية
- ثكنة بوشوشة العسكرية على موقع ويكيمابيا.